# Okręg Évry
Okręg Évry (fr. Arrondissement d’Évry) – okręg w północnej Francji. Populacja wynosi 503 tysiące.

## Podział administracyjny
W skład okręgu wchodzą następujące kantony:
- Brunoy,
- Corbeil-Essonnes-Est,
- Corbeil-Essonnes-Ouest,
- Draveil,
- Épinay-sous-Sénart,
- Évry-Nord,
- Évry-Sud,
- Grigny,
- Mennecy,
- Milly-la-Forêt,
- Montgeron,
- Morsang-sur-Orge,
- Ris-Orangis,
- Saint-Germain-lès-Corbeil,
- Vigneux-sur-Seine,
- Viry-Châtillon,
- Yerres.